# João Cleofas Martins
Pour les articles homonymes, voir Martins.
João Cleofas Martins (28 août 1901 - 27 août 1970) est un écrivain et photographe cap-verdien, connu aussi sous le pseudonyme de Nhô Djunga.

## Biographie
Martins commença sa carrière au sein de la Western Telegraph Company du Cap-Vert, puis, en 1928, il se rend à Lisbonne et se consacre à la photographie.
En 1931, il fonde Foto Progresso à Mindelo.
Martins fut également poète et chroniqueur à la radio Barlavento, avec le poète Sergio Frusoni.
Dans ses chroniques et livres, il fut l'un des rares écrivains cap-verdiens ayant une conscience politique à critiquer le gouvernement de la seconde république du Portugal.
Avec Cesária Évora, Martins est l'une des personnalités les plus importantes de Mindelo, un centre d'accueil pour enfants porte son nom.

## Publications
- (pt) Vai-te treinando desde já, courte pièce de théâtre, écrite vers 1960, traitant de la problématique de la colonisation portugaise, sous couvert d'une discussion entre un homme (Bom Penso) et la mère de plusieurs enfants (chacun symbolisant une colonie).

## Source
- (pt) Cet article est partiellement ou en totalité issu de l’article de Wikipédia en portugais intitulé « João Cleofas Martins » (voir la liste des auteurs).